# Liza van der Most
Liza van der Most (Cali, 1993. október 8. –) holland női válogatott labdarúgó. Az Ajax hátvédje.

## Pályafutása

### A válogatottban
2014. augusztus 20-án Brazília ellen mutatkozott be a nemzeti válogatottban.
Tagja volt a 2017-es Európa-bajnokságon aranyérmet szerzett válogatottnak, valamint részt vett a 2019-es világbajnokságon, ahol ezüstérmet szerzett csapatával.

## Sikerei

### Klubcsapatokban
Holland bajnok (2):
- Ajax (2): 2016–17, 2017–18

 Holland kupagyőztes (4):
- Ajax (4): 2013–14, 2016–17, 2017–18, 2018–19

### A válogatottban
Hollandia
- Európa-bajnok: 2017
- Világbajnoki ezüstérmes: 2019

## Magánélete
Van der Most Kolumbiában, Caliban született. Szülei hét hónapos korában fogadták örökbe. Gyermekkorát Papendrechtben töltötte.